# Provincia di Viterbo
La provincia di Viterbo è una provincia del Lazio, nell'Italia centrale di 307 412 abitanti con capoluogo Viterbo.
Confina a nord con le province di Grosseto e Siena (Toscana) e con la provincia di Terni (Umbria), a est con la provincia di Rieti, a sud con la città metropolitana di Roma Capitale, a ovest con il mar Tirreno. La sede istituzionale della provincia è Palazzo Gentili a Viterbo.

## Geografia fisica

### Territorio
Collocata nella parte nord-occidentale della regione di cui fa parte, la provincia di Viterbo ha un'area di 3.612 km² suddivisa in 60 territori comunali e si sviluppa in territori diversi tra loro che circondano il capoluogo posto abbastanza centralmente.
Il territorio può essere diviso grosso modo in quattro aree geografiche: 
- la zona costiera e pianeggiante della Maremma laziale;
- l'Alta Tuscia, molto più collinare e dal territorio di origine vulcanica, corrispondente alle zone limitrofe alla Toscana e al Lago di Bolsena;
- la zona dei Monti Cimini attorno al lago di Vico e delle zone confinanti con la città metropolitana di Roma Capitale;
- infine la parte orientale confinante con l'Umbria delle zone bagnate dal Tevere.

Si può dire che la città di Viterbo appartenga geograficamente sia all'Alta Tuscia che alla zona Cimina, essendo situata proprio sotto i monti, ma a breve distanza dal lago di Bolsena.

### Orografia

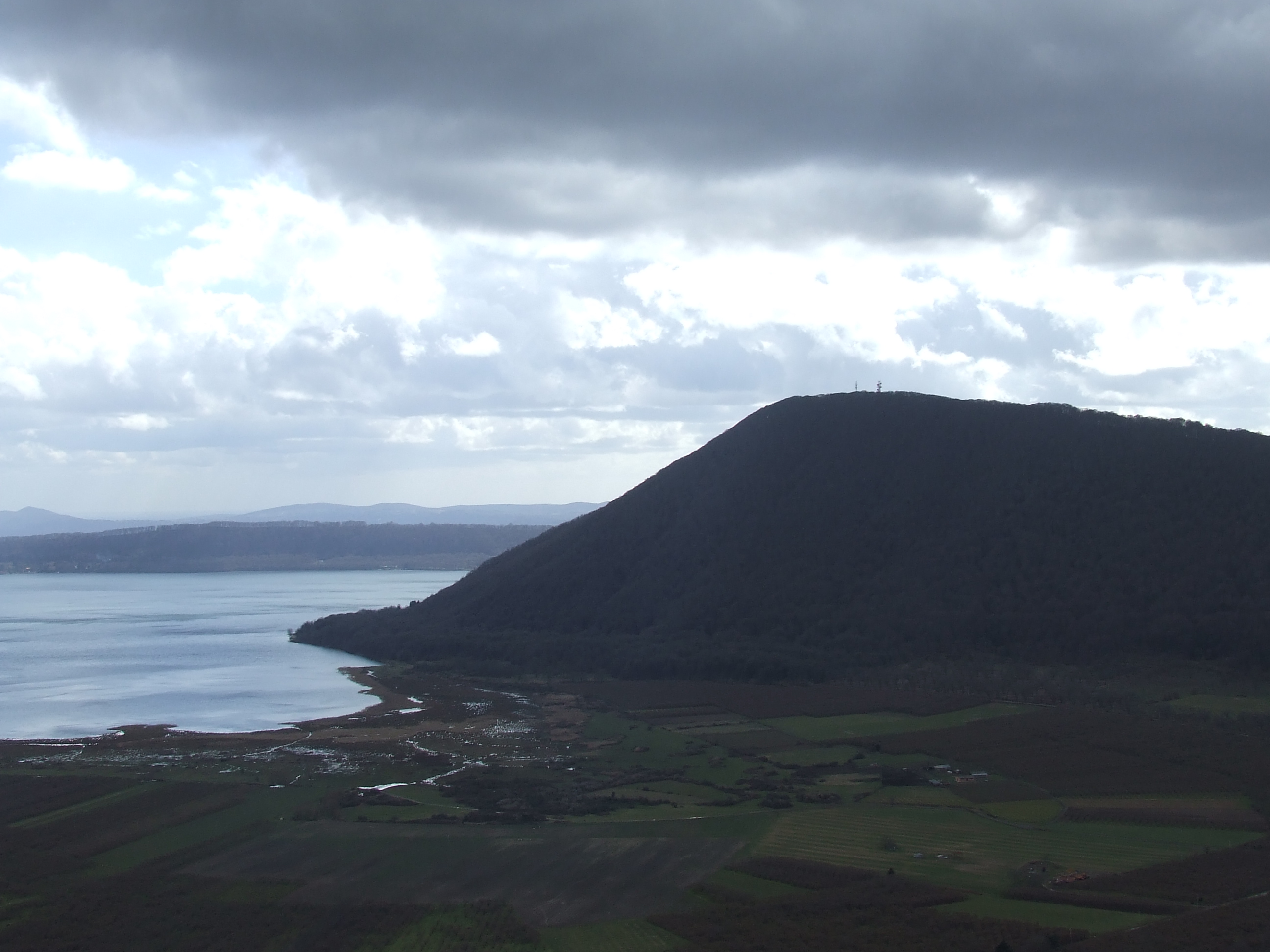
Il Monte Fogliano, alto 953 metri, sul Lago di Vico

Non ci sono rilievi particolarmente alti nella provincia di Viterbo, essendo il massimo picco il Monte Cimino situato accanto all'omonima catena all'interno del comune di Soriano nel Cimino, con 1.053 metri d'altitudine. La catena dei monti Cimini è anche la più considerevole in termini di estensione e di altitudine, col monte Fogliano (964,5 m s.l.m.), il Poggio Nibbio (896 m s.l.m.) e il monte Venere (851 m s.l.m.).
L'unica altra catena, poco più che collinare in realtà, è quella dei Monti Volsini che coronano a nord il Lago di Bolsena: parlare di catena sembra a volte inappropriato per questi rilievi che raggiungono nel Poggio del Torrone l'altezza massima di 690 metri e hanno un andamento piuttosto dolce, dando l'aspetto decisamente più collinare che montano.
Entrambe le formazioni sono di origine vulcanica, come dimostrano le conformazioni rocciose spesso tufacee o di altre rocce tipicamente di origine lavica. Anche le zone pianeggianti o i laghi sono spesso sprofondamenti vulcanici, come le grosse caldere di Bolsena, l'attuale lago, o di Latera.

### Idrografia

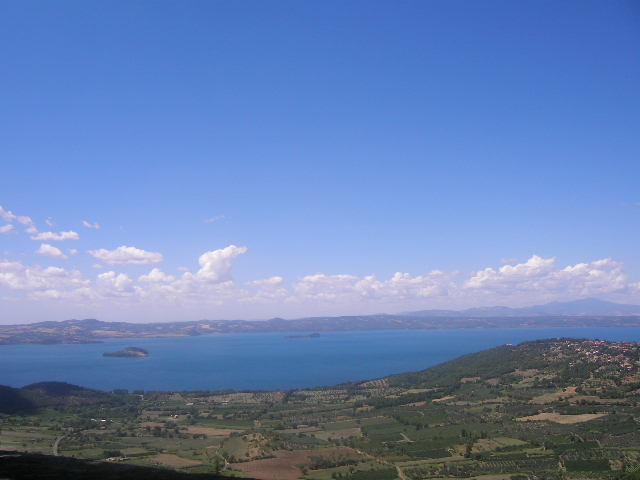
Panoramica del Lago di Bolsena.

Il patrimonio idrico della provincia di Viterbo è decisamente consistente. Numerosi sono i laghi, spesso di origine vulcanica, ma anche i fiumi e i torrenti.
Il lago principale, più vasto e conosciuto è senz'altro il Lago di Bolsena, vasta massa d'acqua situata nella zona nord-occidentale della provincia la cui importanza turistica, culturale ed economica è preminente. Dalla forma quasi circolare e di origine vulcanica, il lago è il quinto in Italia per dimensione, con un'estensione di 113,5 km². Profondo massimo 151 metri, è considerato il più vasto lago europeo di origine vulcanica.

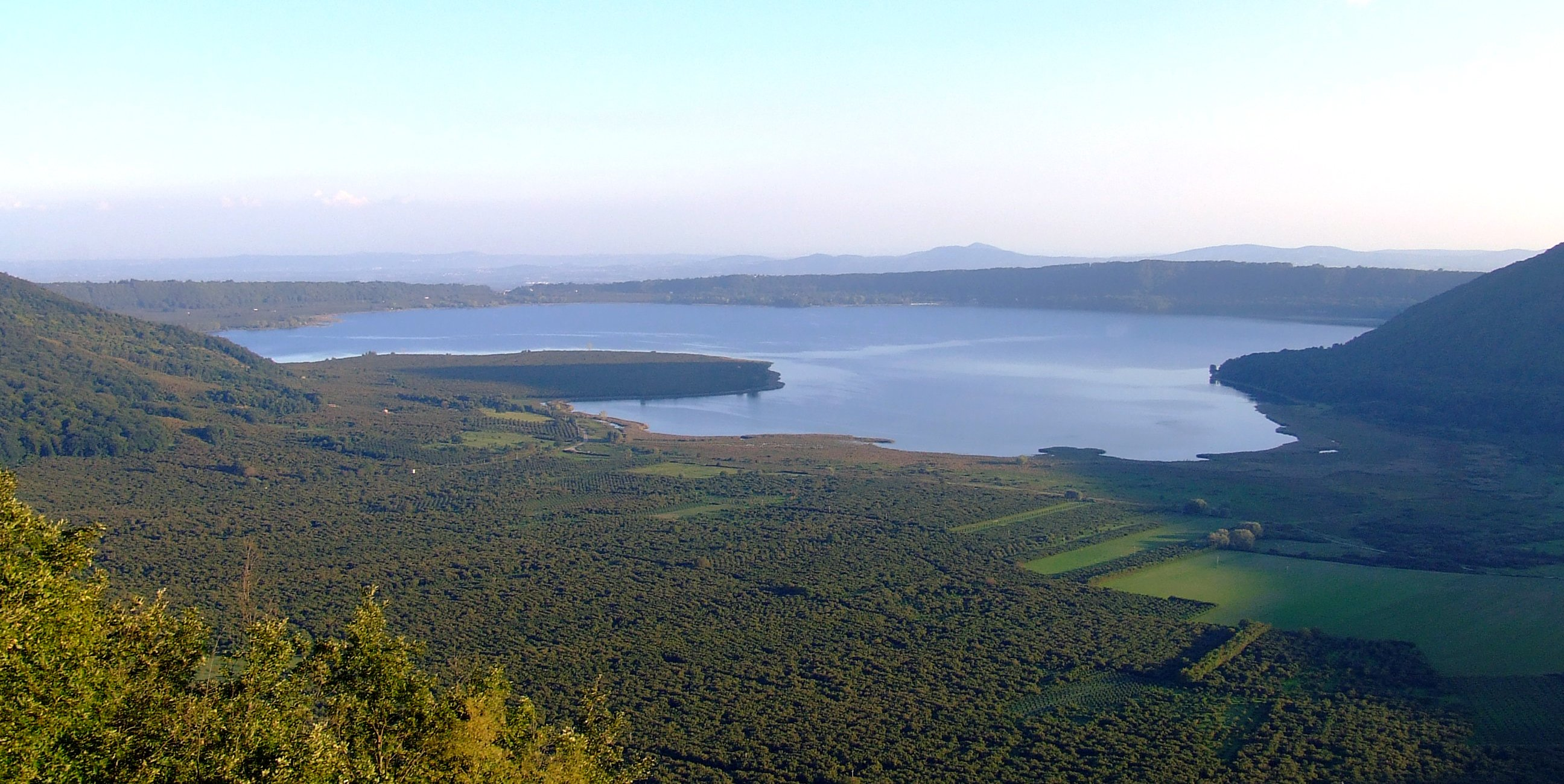
Lago di Vico

Il secondo lago per importanza e dimensione, anch'esso di origine vulcanica, è il Lago di Vico, incastonato nella catena dei Cimini. Questo bacino d'acqua è decisamente particolare, essendo il più alto dei grandi laghi italiani (510 m d'altitudine) e dalla forma piuttosto disomogenea a dispetto della sua origine. La particolarità del lago favorisce fauna e flora molto particolari e interessanti, protette in un parco naturale.
Altri laghi minori sono il Lago di Mezzano nel territorio del comune di Valentano, dalla forma nettamente circolare, e anche il laghetto di Monterosi, entrambi di origine vulcanica.
A livello di fiumi, va innanzitutto citato il Tevere, terzo fiume d'Italia per lunghezza, che scorre sul confine con l'Umbria presso Orte segnando il confine con la Provincia di Terni e quella di Rieti. Importanti sono anche il Marta, emissario del Lago di Bolsena, che sfocia vicino a Tarquinia, il Paglia, il Fiora e l'Arrone.

### Sistema boschivo
I boschi della provincia di Viterbo, che ha una superficie complessiva di 358 696 ettari, ricoprono il 19% del territorio. Rientrante tra le province italiane più ampie, quella viterbese si estende dal mar Tirreno sino alle sponde del Tevere, che scende dall'Umbria verso Roma, mentre, geomorfologicamente, presenta tre apparati vulcanici tipici: il Vicano, il Vulsino e il Cimino. I primi due, a seguito dello svuotamento dei rispettivi crateri, hanno dato origine ai suggestivi laghi di Vico e di Bolsena; il terzo conserva ancora il tipico aspetto di montagna vulcanica, con una serie di piccole bocche effusive ai lati dell'imponente monte Cimino che, con i suoi 1053 metri sul livello del mare, è la sommità più alta della provincia. Secondo la classificazione del Pavari, quest'ultima può essere divisa in due zone forestali:

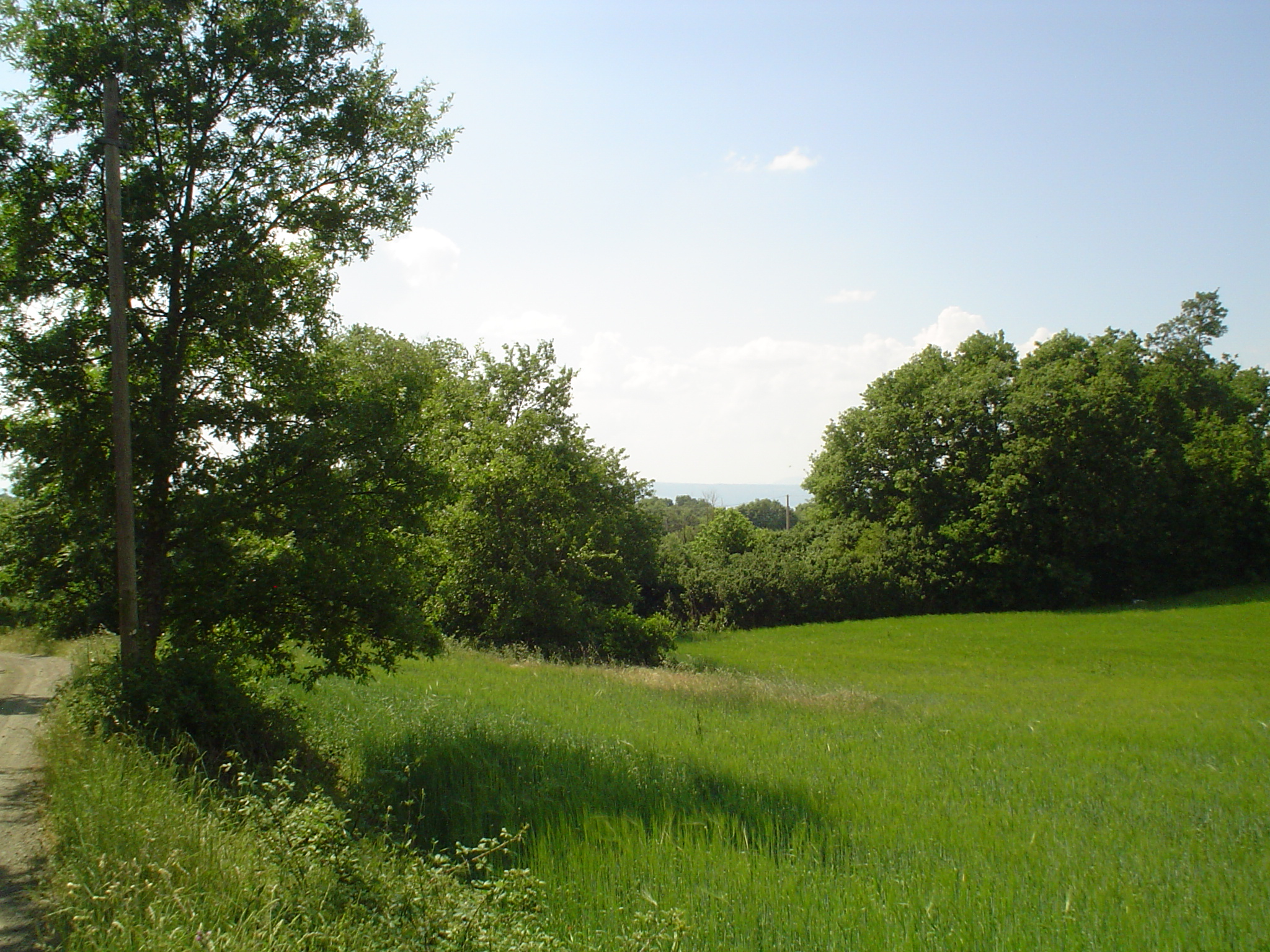
Bosco in località Coste di Montefiascone

- Zona del lauretum, sotto zona media fredda, comprendente buona parte del territorio della provincia, dalle colline a pendenza moderata alle valli fortemente incise anche dai corsi d'acqua, a est verso il fiume Tevere e a ovest verso la vasta pianura di Viterbo. Questa scende con lievi ondulazioni in direzione del mar Tirreno, attraverso la zona tipica della maremma etrusca, per raggiungere il mare e i 38 km circa di costa.
- Zona del castanetum, che interessa i tre apparati vulcanici suindicati. I primi due partono dal sud della provincia e, precisamente, dalla sommità del cratere del lago di Bracciano per estendersi intorno al lago di Vico e, infine, abbracciare l'intero monte Cimino. Il terzo è quello del lago di Bolsena che comprende importanti complessi boscati che coronano l'intero e l'esterno della conca del lago.

Il 19% della superficie, pari ad ettari 68030, è la copertura forestale della provincia. I cedui, con un'estensione di 58209 ettari, sono i boschi più diffusi, mentre quelli d'alto fusto, con i castagneti da frutto, occupano una superficie di 9821 ettari. Il ceduo più diffuso è quello di cerro che si trova ovunque, dal litorale al monte Cimino. In molti casi si trova allo stato puro, ma generalmente nella pianura maremmana e lungo il litorale è consociato ad altre specie, quercine e non, come leccio, sughera, carpino, olmo, ornello ecc. La coltivazione e la diffusione dei cedui di cerro sono dovute, in prevalenza, al notevole consumo che in passato si faceva di legna da ardere. Ancora oggi si possono vedere nei boschi viterbesi le aree carbonili del passato . Oggi la lavorazione del carbone viene effettuata con metodi più moderni, utilizzando macchine efficaci. Questi boschi vengono utilizzati in media ogni 14-16 anni; le piste interne spesso sono insufficienti e, per l'esbosco, soprattutto nei sentieri più impervi si ricorre all'utilizzo dei muli.
Nei cedui di cerro, soprattutto in quelli della Maremma, viene praticato il pascolo bovino. Il carico dei bovini, in genere maremmani, è sproporzionato in relazione alla grandezza e alla potenzialità del popolamento vegetale su cui il pascolo viene esercitato e pertanto questa pratica genera boschi privi di rinnovazione e sottobosco. Altri nemici dei boschi sono gli incendi, fenomeni ancora molto diffusi, soprattutto a causa della trascuratezza di molti agricoltori che incendiano stoppie e sterpaglie per eliminarle dal proprio territorio. Il fuoco si diffonde con molta intensità dal campo ai boschi vicini soprattutto nel periodo estivo. La produzione legnosa di questi cedui può variare da zona a zona. e ciò dipende dalle diverse condizioni climatiche e dalla differente fertilità del territorio. La linea di massima produzione media è di 800/900 quintali ad ettaro, con punte massime che raggiungono anche il doppio della cifra indicata. I boschi attuali sono più deboli rispetto a quelli del passato e vengono chiamati boschi cedui “invecchiati”; non avendo subito il taglio alla scadenza del turno, sono caratterizzati da ceppaie con numerosi polloni che, con il tempo, non potranno che perdere vigore e vitalità a vantaggio di quelli più robusti e sviluppati.

Questa situazione ha sollevato diverse interpretazioni: conservazionisti e naturalisti sono favorevoli alla conservazione di tali cedui di cerro in boschi di alto fusto. Tuttavia per queste trasformazioni ci devono essere condizioni climatiche e di terreno favorevoli, come ad esempio terreno profondo, fresco e fertile. 

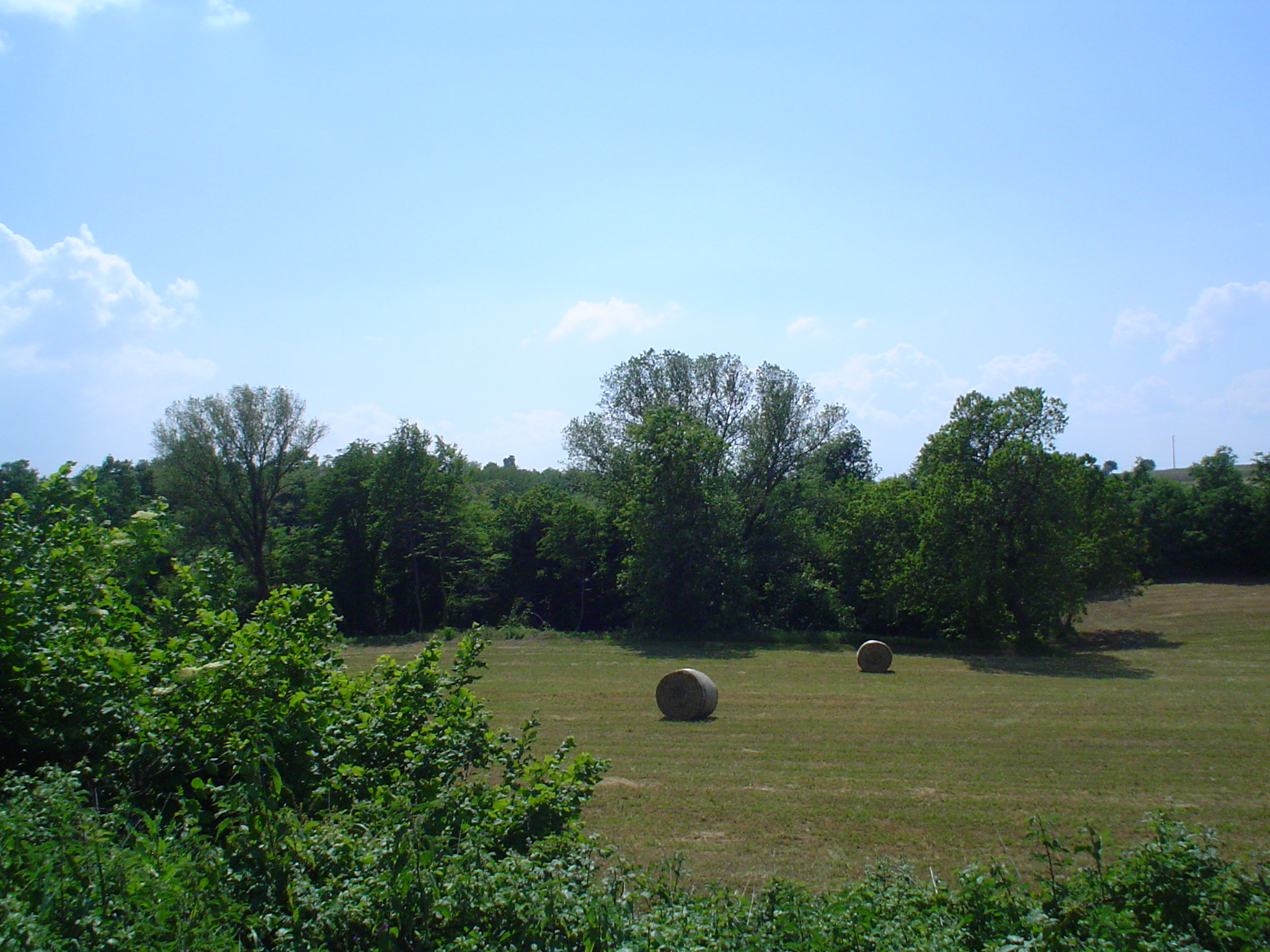
Vegetazione di Celleno

Salendo in altitudine verso i tre coni vulcanici, il cerro viene sostituito dal castagno.
Questi cedui sono, forse, oggi i boschi ritenuti economicamente più remunerativi degli altri. Dal materiale legnoso si ricavano molti assortimenti: tavolame, travi, travicelli, passoni, filagne, doghe per botti numerose palerie ecc.
I castagneti sono però attaccati dal cancro corticale e dalla cosiddetta “cipolla” (dovuto al cinipide galligeno del castagno), patologie che deprezzano notevolmente questo legno. Il cancro è ben manifesto sulla corteccia ma la cipolla è all'interno del tronco, nella zona del cambio, e non è visibile dall'esterno. Per acquistare questi soprassuoli e non trovare piante malate le ditte boschive incontrano seri problemi. I cedui di castagno nella Provincia rappresentano circa il 10% dei boschi e si estendono fino circa 800 metri sul livello del mare. Alla stessa altezza, diffusi attorno al monte Cimino, si trovano castagneti da frutto, importante coltura oggi molto fiorente e redditizia. Il mercato di questo frutto è stato in crisi anni addietro causa di problemi fitosanitari sia per altri aspetti legati alla diminuita richiesta.
Oggi, in seguito a una maggiore conoscenza e valorizzazione qualitativa del prodotto con l'aggiunta dei contributi CEE volti al miglioramento e al potenziamento degli impianti, la castanicoltura è diventata un caposaldo dell'economia locale.
Recentemente, per valorizzare ancora di più questo prodotto, le associazioni di categoria, in collaborazione con il Ministero delle politiche agricole alimentari e forestali, si sono incontrate per studiare la possibilità di dare un riconoscimento alla castagna viterbese assegnandole il marchio DOC.

A cominciare dal basso abbiamo le fustaie di cerro contemporanee e non di quelle del comune di Vetralla che dalla località “Le valli” che si estendono allo stato puro in buona parte del Monte Fogliano. Oggi questo tipo di bosco è il meno ricercato sul mercato. In passato i tronchi di cerro venivano impiegati come traverse ferroviarie. 

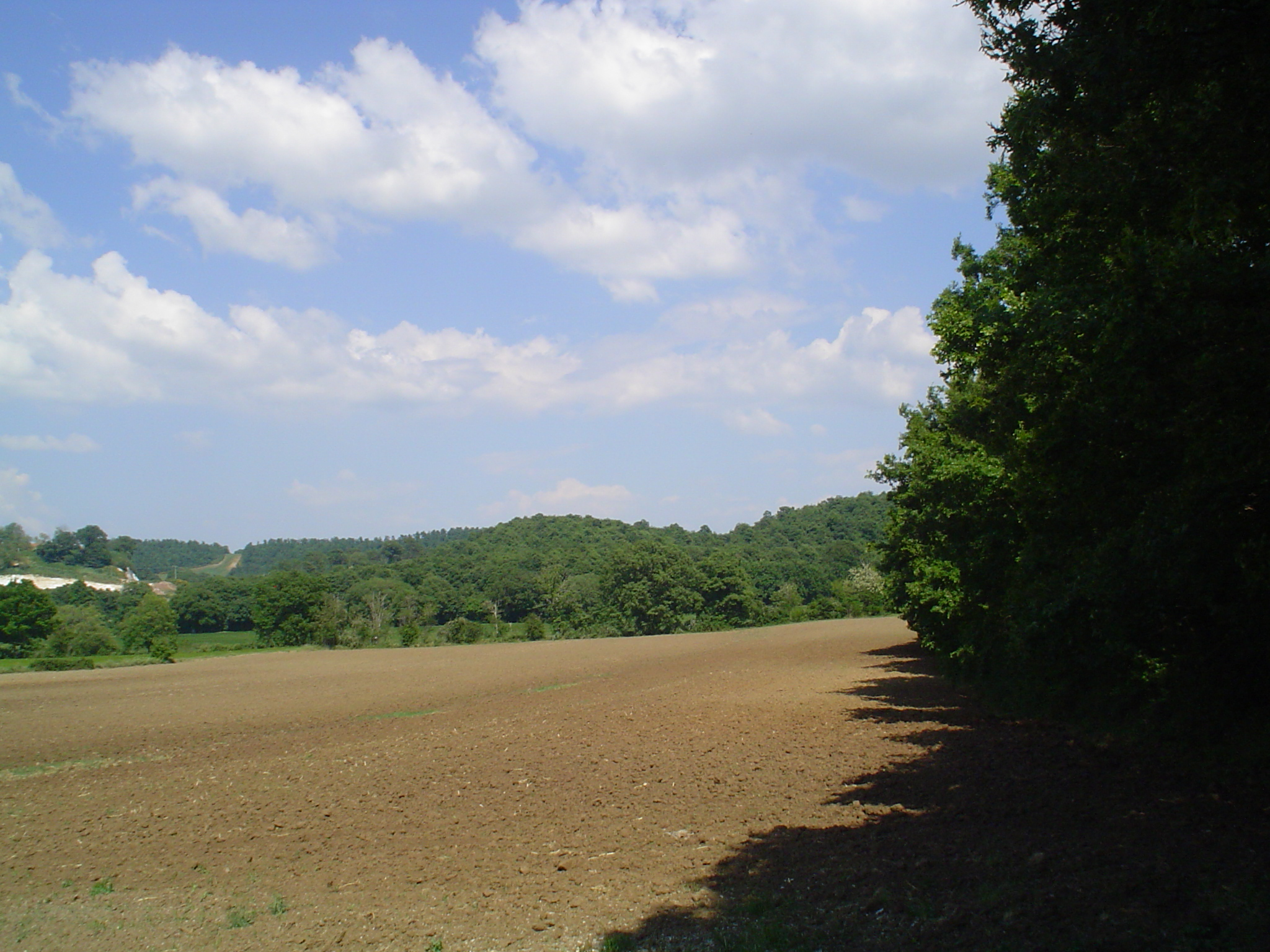
Bosco di Montefiascone

A una maggiore altitudine del Monte Fogliano troviamo le fustaie di cerro miste al castagno e poi anche più in alto insieme ai primi funghi. Il faggio allo stato puro non è molto esteso, perché in generale questa specie è mista ad altre, come accade nella faggeta del Monte Cimino (che nella parte più alta è unita all'acero montano).
In provincia di Viterbo abbiamo due esempi di “inversione climatica”, un fenomeno secondo il quale non sempre la vegetazione forestale è strettamente legata alla ripartizione della zona fitoclimatica delle zone precedentemente descritte, per fattori antropologici, pedologici e di espansione che provocano la discesa delle specie da una zona a un'altra. In tal modo le specie proprie del fagetum (zona fitoclimatica posta sopra il castanetum), come il faggio, si trovano più in basso rispetto alla zona del castanetum (monte Venere e Monte Raschio). Si parla in questo caso di "faggeta depressa". Oggi il faggio è la specie forestale di maggior bellezza e maggior valore. Questi popolamenti assolvono a funzioni ecologiche. Inoltre occorre ricordare le foreste artificiali create dall'uomo, cioè le pinete. Altre piantagioni artificiali sono state effettuate dal Corpo forestale dello stato.

## Storia
La provincia di Viterbo venne istituita nel 1927 per distacco dalla provincia di Roma; comprendeva il territorio del circondario di Viterbo, contemporaneamente soppresso; dopo pochi mesi vi venne aggregato anche il comune di Monte Romano.
Con regio decreto nº 2735 del 2 dicembre 1928 fu ampliata ulteriormente con i comuni di Montalto di Castro, Monterosi, Nepi, Oriolo Romano e Tarquinia.

### Stemma
Lo stemma della provincia, che riprende quello del capoluogo, è stato concesso con decreto del 21 giugno 1928; ha la seguente blasonatura:

## Società

### Qualità della vita
Secondo Il Sole 24 Ore, Viterbo nel 2019 era la 73ª provincia italiana con la qualità di vita più alta su un totale di 107; nel 2014 si trovava invece al 71º posto.

## Comuni
Appartengono alla provincia di Viterbo i seguenti 60 comuni:
- Acquapendente
- Arlena di Castro
- Bagnoregio
- Barbarano Romano
- Bassano Romano
- Bassano in Teverina
- Blera
- Bolsena
- Bomarzo
- Calcata
- Canepina
- Canino
- Capodimonte
- Capranica
- Caprarola
- Carbognano
- Castel Sant'Elia
- Castiglione in Teverina
- Celleno
- Cellere
- Civita Castellana
- Civitella d'Agliano
- Corchiano
- Fabrica di Roma
- Faleria
- Farnese
- Gallese
- Gradoli
- Graffignano
- Grotte di Castro
- Ischia di Castro
- Latera
- Lubriano
- Marta
- Montalto di Castro
- Monte Romano
- Montefiascone
- Monterosi
- Nepi
- Onano
- Oriolo Romano
- Orte
- Piansano
- Proceno
- Ronciglione
- San Lorenzo Nuovo
- Soriano nel Cimino
- Sutri
- Tarquinia
- Tessennano
- Tuscania
- Valentano
- Vallerano
- Vasanello
- Vejano
- Vetralla
- Vignanello
- Villa San Giovanni in Tuscia
- Viterbo
- Vitorchiano

### Comuni più popolosi
Elenco dei dieci comuni più popolosi della provincia di Viterbo
| Posizione | Stemma | Comune             | Abitanti |
| --------- | ------ | ------------------ | -------- |
| 1         |        | Viterbo            | 66.478   |
| 2         |        | Civita Castellana  | 16.772   |
| 3         |        | Tarquinia          | 16.448   |
| 4         |        | Vetralla           | 13.930   |
| 5         |        | Montefiascone      | 13.570   |
| 6         |        | Nepi               | 9.258    |
| 7         |        | Ronciglione        | 8.920    |
| 8         |        | Orte               | 8.854    |
| 9         |        | Montalto di Castro | 8.787    |
| 10        |        | Soriano nel Cimino | 8.680    |

## Amministrazione

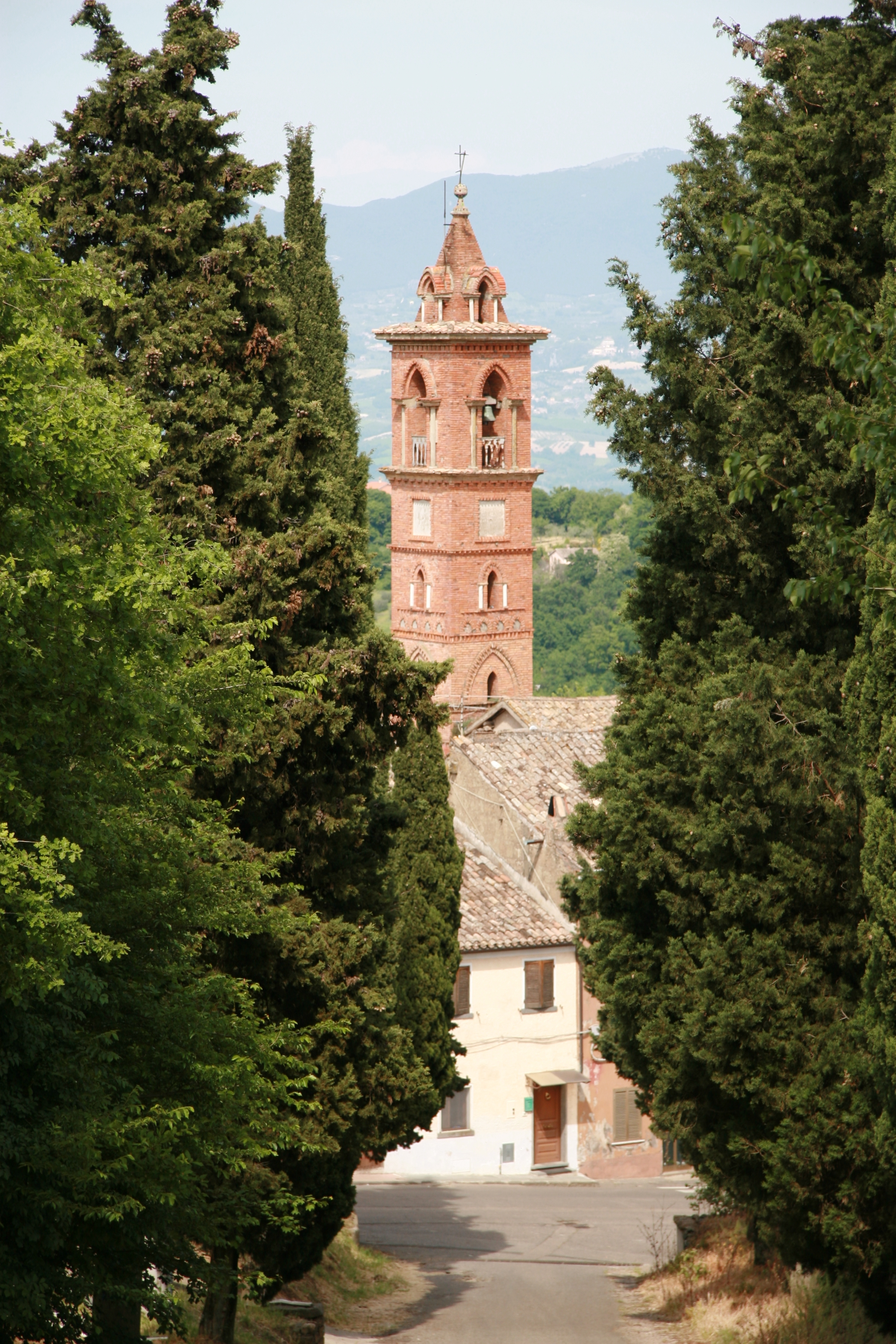
Scorcio di Castel Cellesi col campanile della Chiesa di San Girolamo

## Etnie e minoranze straniere
Al 31 dicembre 2008 nella provincia viterbese risultano residenti 23.843 cittadini stranieri. I gruppi più numerosi sono quelli di:
- Romania 10500
- Albania 1539
- Marocco 989
- Ucraina 865
- Macedonia del Nord 856
- Polonia 817
- Moldavia 587
- Sri Lanka 561

## Eventi
Nei mesi di luglio e agosto, nei comuni della provincia di Viterbo, Caprarola, Bagnoregio, Bagnaia, Sutri e Ronciglione si svolge il Tuscia in Jazz Festival, il più importante evento italiano dedicato al jazz secondo solo all'Umbria Jazz Festival di Perugia. Al Tuscia in Jazz partecipano ogni anno jazzisti provenienti da tutto il mondo, in particolare dagli Stati Uniti. Location dei concerti tra i più bei monumenti della Tuscia come Palazzo Farnese di Caprarola, Villa Lante di Bagnaia, Civita di Bagnoregio, Teatro Romano di Ferento, Villa Savorelli di Sutri e il suo Parco Archeologico e molti centri storici e borghi medievali. La maggior parte dei concerti è a ingresso libero. Nelle ultime due settimane di luglio a Bagnoregio si tengono i seminari internazionali del jazz e le finali del Jimmy Woode European Award.

## Economia

### Agricoltura
| Pos. | Utilizzazione dei terreni | Ettari    |
| ---- | ------------------------- | --------- |
| 1    | Altri erbai               | 35.159,06 |
| 2    | Frumento duro             | 30.509,1  |
| 3    | Boschi cedui              | 27.850,37 |
| 4    | Nocciolo                  | 18.546,38 |
| 5    | Pascoli                   | 17.338,47 |
| 6    | Olive per olio            | 13.598,15 |
| 7    | Erba medica               | 13.021,44 |
| 8    | Orzo                      | 6.633,28  |
| 9    | Ortive in piena aria      | 5.253,68  |
| 10   | Frumento tenero e spelta  | 3.497,7   |

Secondo i dati ISTAT del 2010, con riferimento alle coltivazioni legnose, superfici a pascolo e boschive escluse, preponderante è la coltivazione di frumento, duro e tenero, nocciolo e olive per olio.